# Rue Saint-Romain (Rouen)
Pour les articles homonymes, voir Rue Saint-Romain.
La rue Saint-Romain est une voie publique de la commune française de Rouen.

## Situation et accès
Elle longe la cathédrale Notre-Dame par laquelle on peut entrer par le portail des Libraires ainsi que l'archevêché.

## Origine du nom
Elle porte le nom de saint Romain, archevêque de Rouen au VIIe siècle.

## Historique
Elle a abrité au XVe siècle l'enseigne l'« Escu de Voirre », atelier de la famille de peintres verriers Barbe dont le membre le plus important a été Guillaume, maître-verrier de la cathédrale.
Elle a porté les noms de « rue des Féronniers », « rue de la Féronnerie », « rue de la Féronnière », « rue aux Férons », « rue de l'Archevêché » puis « rue du Citoyen » pendant la Révolution avant de prendre sa dénomination actuelle au début du XIXe siècle.
Son caractère pittoresque en a fait un sujet de prédilection pour les peintres et les graveurs. Elle a été représentée notamment par Thomas Colman Dibdin, Camille Pissarro, Eugène Boudin et Charles Pinet.

## Bâtiments remarquables et lieux de mémoire
- no 1, Charles Robert y est mort.
- no 70, atelier de Ferdinand Marrou, vers 1902. Le peintre Henri Vignet y a vécu.
- no 74, une des plus anciennes et pittoresques maisons du vieux Rouen[1], dans le style gothique avec fenestrage continu. Elle date du XVe siècle. Georges Ruel, architecte [2], a procédé à sa restauration en 1902. Le classement au titre des Monuments historiques intervient en 1948 [3].
- no 84-88, ensemble néo-normand réalisé par Étienne Villette, 1939

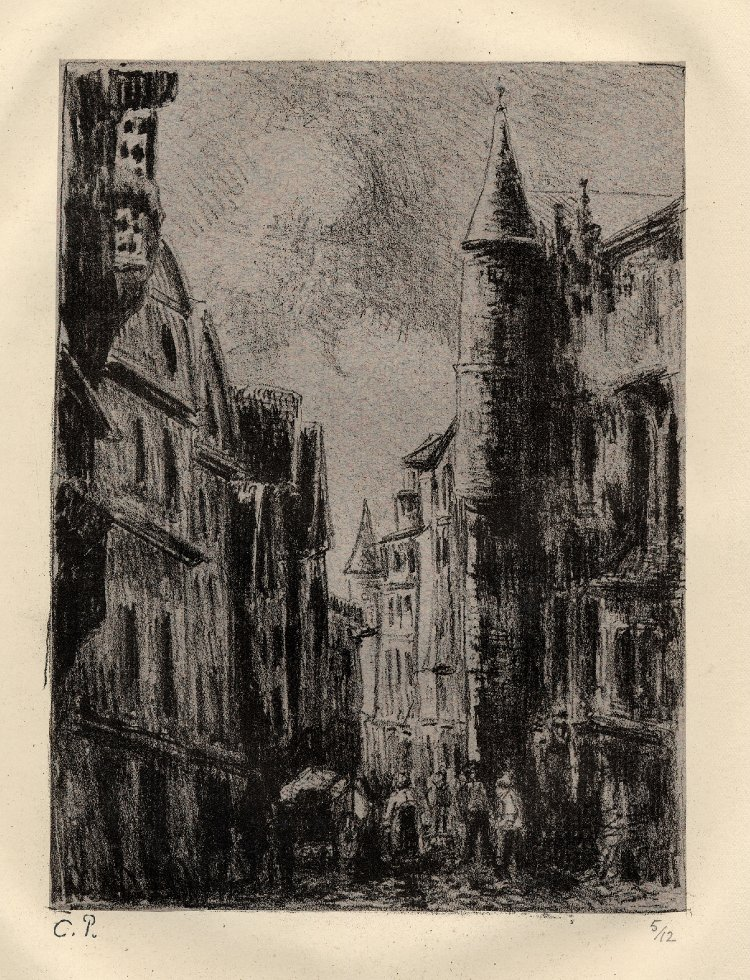
La rue Saint-Romain par Camille Pissarro (1896).
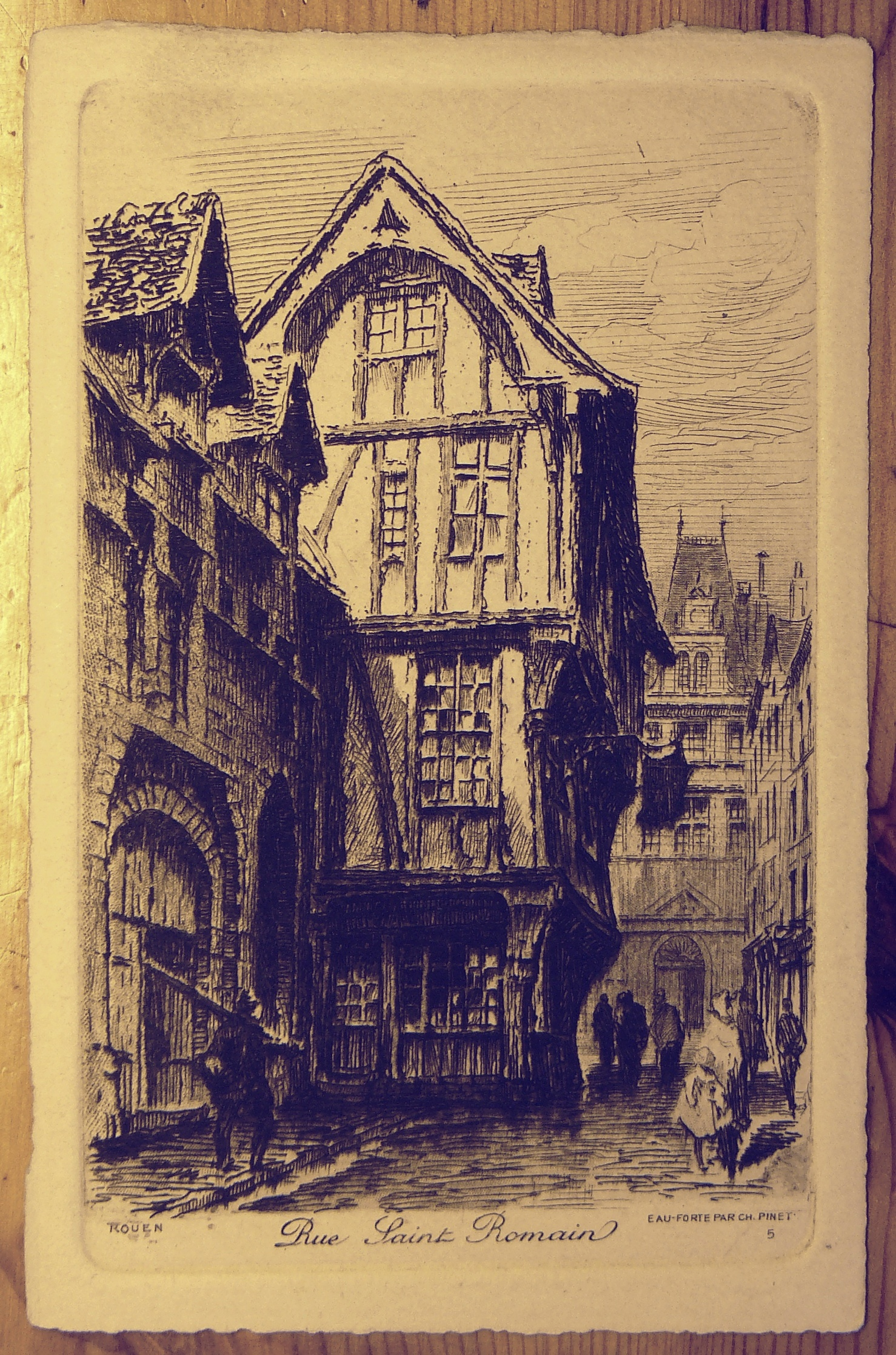
Gravure de Charles Pinet.
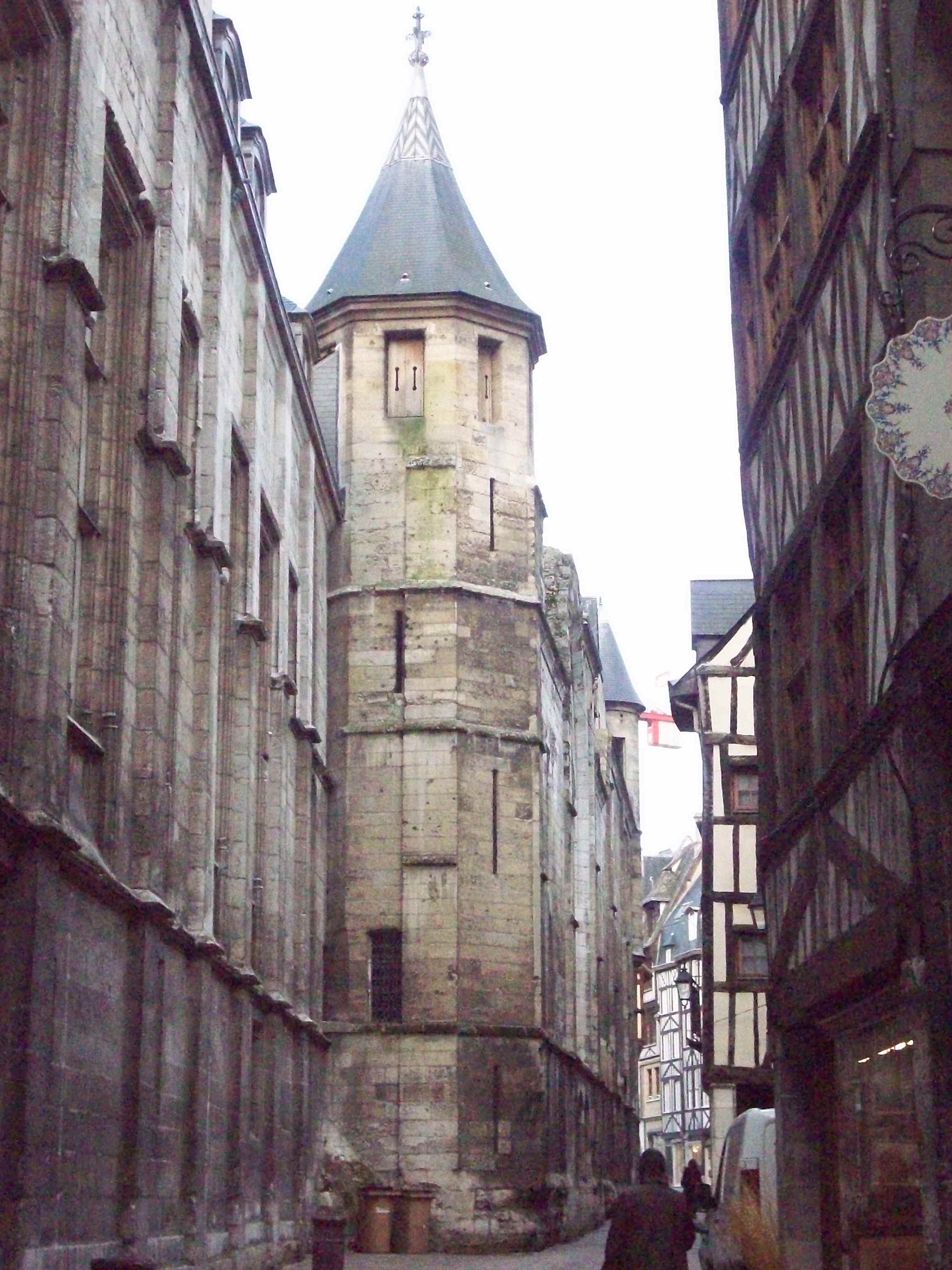
L'archevêché.
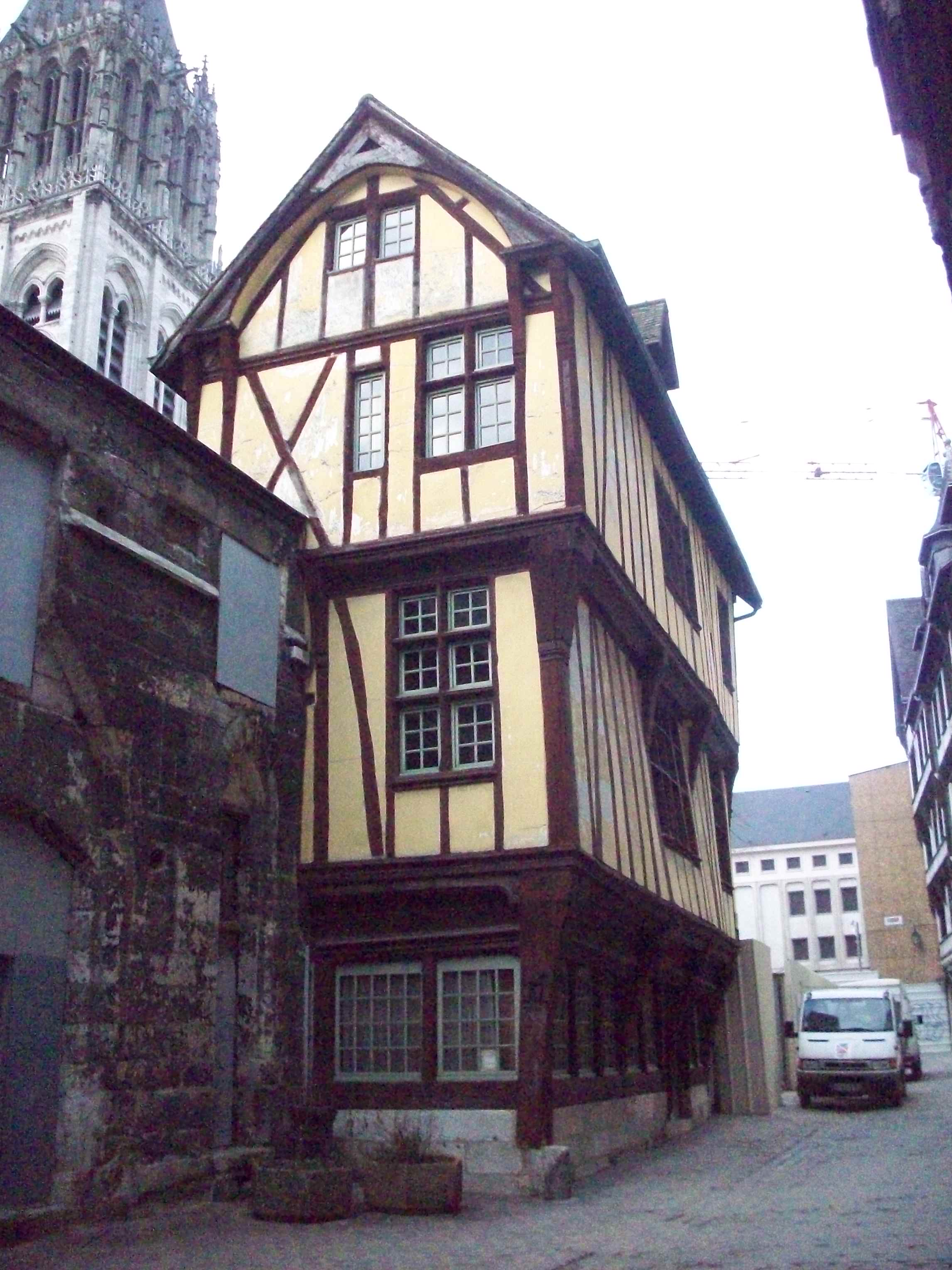
La maison de l'œuvre.